# والتر إن زد 60
والتر إن زد 60 محرك طائرة شعاعي مكون من 5 أسطوانات ويُبرد بالهواء. صُنع في تشيكوسلوفاكيا بواسطة شركة محركات والتر للطائرات في عشرينيات القرن العشرين.

## التطبيقات

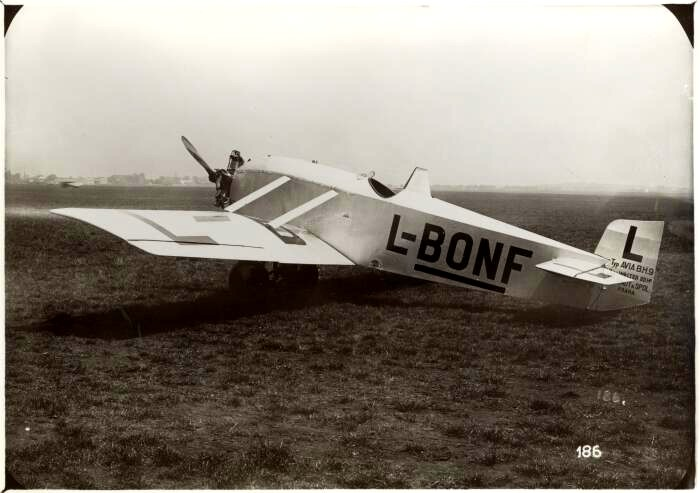
أفيا بي إتش 9

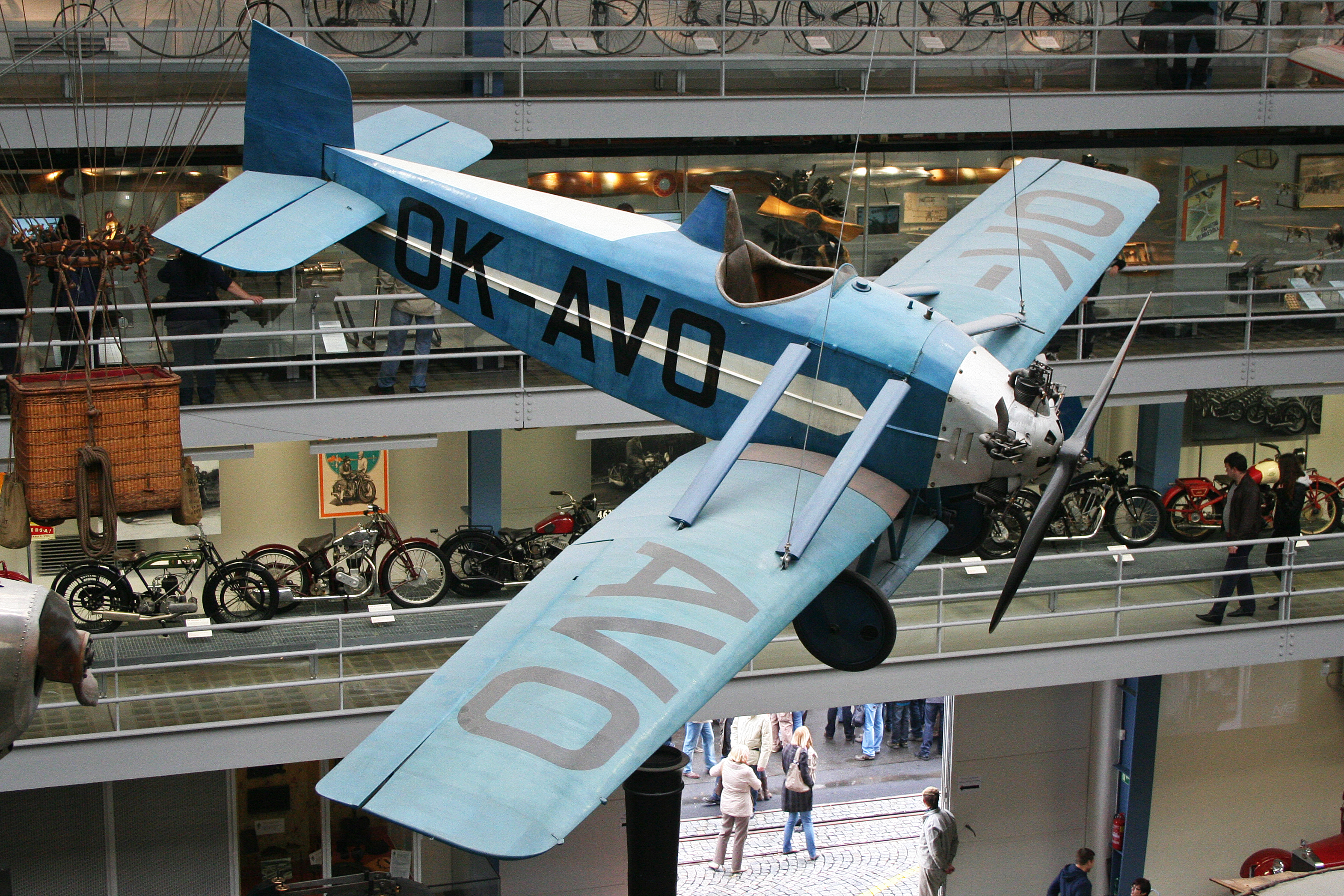
أفيا بي إتش 10 في المتحف التقني القومي في براج.

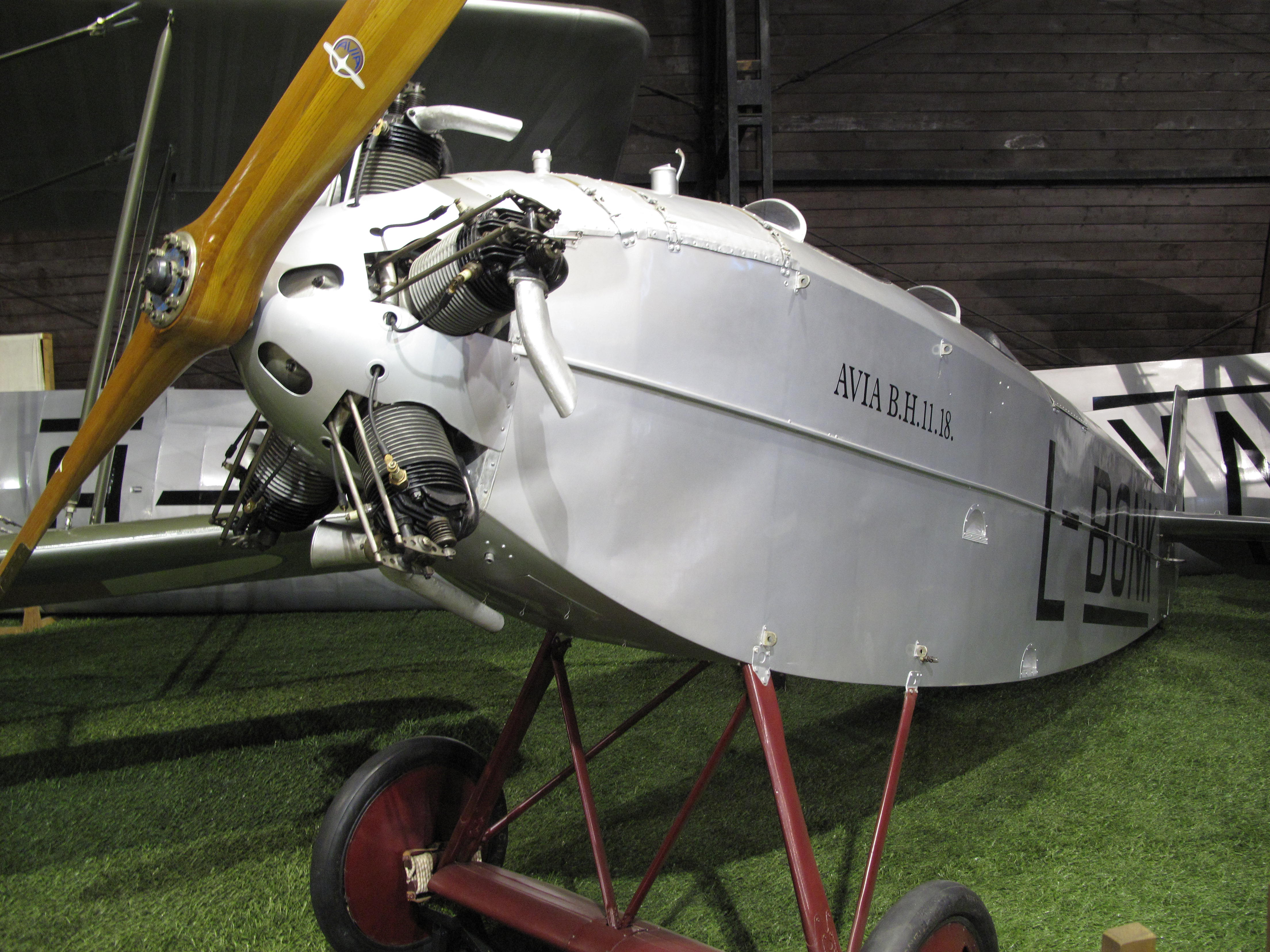
أفيا بي إتش 11.

استُخدم المحرك في الطائرات التالية:
- أنبو 2
- أفيا بي إتش 9
- أفيا بي إتش 10
- أفيا بي إتش 11
- أفيا بي إتش 12
- جريبوفسكي جي 8
- باندر إي

## المواصفات

### مواصفات عامة
- النوع: محرك طائرة شعاعي مكون من 5 أسطوانات ويُبرد بالهواء.
- قطر الأسطوانة: 105مم.
- الشوط: 120مم.
- السعة: 5.2 لتر.
- الوزن الصافي: 100كجم.

### الأداء
- القدرة الناتجة: 60 حصان (45 كيلو وات) عند 1400 دورة/دقيقة.